# Celeste O’Connor
Celeste O’Connor (Nairobi, 1998. december 2. –) kenyai születésű amerikai színésznő.
Legismertebb alakítása Paloma Davis a Selah and the Spades című filmben.

## Fiatalkora és tanulmányai
1998. december 2-án született a kenyai Nairobiban, fehér amerikai apa és kenyai anya gyermekeként. O’Connort és öccsét a marylandi Baltimore-ban nevelték fel szüleik. A Notre Dame Preparatory Schoolba jártak, majd a Peabody Preparatoryban hegedülni és énekelni tanultak. 2020 áprilisától O’Connor a Johns Hopkins Egyetemre járt, ahol a közegészségügy és az orvosképzés előkészítő szakára járt. Iszlám tanulmányokat is végeztek. O’Connor érdeklődik az egészségügyi társadalom meghatározó tényezői iránt, beleértve az élelmezésbiztonságot, a lakhatás biztonságát és az oktatást.

## Pályafutása
O’Connor Gugu Mbatha-Raw karakterének fiatalabb változatát játszotta a 2018-as Irreplaceable You című Netflixfilmben. Szerepelt a 2019-es Wetlands című filmben. Szintén 2019-ben Paloma Davist alakította a Selah and the Spades-ben. Anagha Komaragiri, a The Daily Californian riportere dicsérte O’Connor „finom” és „elgondolkodtató jelenlétét” egészen a „feszült befejezésig”.
O’Connor 2019 júliusában kapott szerepet a Szellemirtók – Az örökség (2021) című filmben, és annak 2024-es folytatásban is megismételte szerepét. 2022 májusában megkapta a Madame Web (2024) című szuperhősfilm egyik főszerepét. 2024 decemberében bejelentették, hogy a Sikoly VII.-ben fel fog tűnni.

## Magánélete
O’Connor a szórakoztatóiparban a változatosság és a képviselet javításának híve. Nem bináris nemű, és az ők/őket igeneveket használja.

## Filmográfia
| Év   | Magyar cím                           | Eredeti cím                 | Szerep              | Magyar hang        |
| ---- | ------------------------------------ | --------------------------- | ------------------- | ------------------ |
| 2017 |                                      | Wetlands                    | Amy Johnson         |                    |
| 2018 |                                      | Irreplaceable You           | Abbie tinédzserként |                    |
| 2019 |                                      | Selah and the Spades        | Paloma Davis        |                    |
| 2020 | Freaky                               | Freaky                      | Nyla Chones         | Bogdányi Titanilla |
| 2021 | Szellemirtók – Az örökség            | Ghostbusters: Afterlife     | Lucky Domingo       | Kanyó Kata         |
| 2022 | Két világ között                     | The In Between              | Shannon             | Gubik Petra        |
| 2023 | Egy jó ember                         | A Good Person               | Ryan                | Andrádi Zsanett    |
| 2024 | Madame Web                           | Madame Web                  | Mattie Franklin     | Kanyó Kata         |
| 2024 | Szellemirtók – A borzongás birodalma | Ghostbusters: Frozen Empire | Lucky Domingo       | Kanyó Kata         |
| 2026 | Sikoly VII.                          | Scream 7                    | ismeretlen szerep   |                    |